# Russell Hodgkinson
Pour les articles homonymes, voir Hodgkinson.
Russell Hodgkinson est un acteur américain, né le 14 août 1959 sur la Homestead AFB (Floride).
Il est connu pour son rôle de Steven « Doc » Beck dans la série télévisée Z Nation de Syfy.

## Filmographie

### Cinéma

#### Longs métrages
- 2000 : Tony Bravo in Scenes from a Forgotten Cinema de Francis James : Tony l'architecte
- 2003 : Tough Luck de Gary Ellis : Maître'D
- 2003 : Big Fish de Tim Burton : l'agriculteur
- 2006 : We Go Way Back (en) de Lynn Shelton : Frank
- 2007 : Zoo de Robinson Devor : H (documentaire)
- 2009 : The Immaculate Conception of Little Dizzle (en) de David Russo : Dr Bergsman
- 2009 : The Whole Truth de Colleen Patrick : l'homme effrayant
- 2010 : Zombies of Mass Destruction de Kevin Hamedani : Joe Miller
- 2011 : The Off Hours (en) de Megan Griffiths : Alonzo
- 2012 : Fat Kid Rules the World (en) de Matthew Lillard : Marcus, le beau-père
- 2012 : Eden de Megan Griffiths : Dave
- 2012 : Grassroots de Stephen Gyllenhaal : Pernell Alden
- 2012 : Junk de Kevin Hamedani :
- 2012 : Being Isadora de Jay Alan : l'éboueur (sorti directement en DVD)
- 2013 : 21 and Over de Jon Lucas et Scott Moore (en) : le chef
- 2013 : Ghostlight de Jeff Ferrell : Bob
- 2014 : B.F.E. de Shawn Telford : Randy
- 2014 : A Bit of Bad Luck de John Fuhrman : Mark
- 2014 : Desert Cathedral (en) de Travis Gutiérrez Senger : Pac
- 2014 : The Device (en) de Jeremy Berg : Dr Mora
- 2014 : 7 Minutes de Jay Martin : Lawrence
- 2015 : The Hollow One (en) de Nathan Hendrickson : John Eaton
- 2015 : Star Leaf de Richard Cranor : Seth Guardrail Slaughter
- 2016 : You Can't Win de Robinson Devor : le clochard no 2
- 2016 : Simple Creature d'Andrew Finnigan : Phillip
- 2018 : We Take the Low Road de Domenic Barbero et Jerry Spears : George

#### Courts métrages
- 2006 : Sometimes... And Always in a Dream d'Alen Blake : Adaman Remeric, le serviteur
- 2009 : Dream Job de Jef Faulker : le patron, le gérant du bar, le producteur, le capitaine
- 2009 : SIFF 35th Anniversary Tribute de Rick Stevenson : le sans-abris
- 2009 : The Instrument de Staci McQueen : Albert
- 2013 : Echoes de Van Alan : Bob Grayson
- 2014 : Big Boy de Bryan Campbell : l'homme barbu
- 2014 : The Hero Pose de Mischa Jakupcak : le cowboy
- 2014 : Secret de Tony Fulgham : George
- 2014 : The Arborlight de Phillip et Kevin Harvey : Dr Knowles
- 2014 : The Devil Walks in Salem de Peter Adkison : Edward Healy
- 2014 : Solitude de Dawson Doupé et Todd Tapper : Guy
- 2014 : Grief or Madness d'Ash Calder : Henry
- 2014 : Mirage de Colt Hansen : Taggart
- 2015 : Minimum Wage de Joey Ally : « le gentil sans-abris avec la cigarette »

### Télévision

#### Téléfilms
- 1990 : The Court-Martial of Jackie Robinson de Larry Peerce : un juré (non crédité) (TV Movie)
- 2013 : Locally Grown de Tony Doupe : Wayne
- 2017 : Sharknado 5: Global Swarming d'Anthony C. Ferrante : Steven
- 2017 : The Gamers: The Shadow Menace de L. Gabriel Gonda : le professeur

#### Séries télévisées
- 1997 : Orleans (en) : l'expert en oiseaux (saison 1, épisode 8)
- 2011 : Grimm : Ephram Geiger (saison 1, épisode 5 : Le Joueur de violon)
- 2011 : Leverage : Callaghan (saison 4, épisode 14 : Le Coup des garçons)
- 2014 : Evil-in-Law : Leeman Jarvis (saison 1, épisode 3)
- 2014 - 2018 : Z Nation : Steven « Doc » Beck (65 épisodes)
- 2014 : Rocketmen (en) : Dr Mycroff
- 2017 : The Jimmy Star Show with Ron Russell : l'invité (talk show - saison 7, épisode 10 : Russell Hodgkinson)
- 2018 : Love : Bob, le fugitif (saison 3, épisode 3)

Jeu vidéo
- 2010 : Mystery Case Files: 13th Skull : Travis « Cooter » Landry (voix originale)